# Droits de l'homme en Lettonie
Les droits de l'homme en Lettonie sont protégés par le Chapitre VIII de la Constitution (depuis 1998). Depuis 1995, on existe l'ombudsman (avant 2007 — le Bureau d'état sur les droits de l'homme), depuis 1997 — la Cour constitutionnelle. En 2001 la Lettonie a adressé une invitation permanente aux procédures spéciales de l'ONU.

## Participation dans les traités internationaux
| Traités de l'ONU | Participation de Lettonie                                 | Traités du CE                                                                                               | Participation de Lettonie |
| Convention internationale sur l'élimination de toutes les formes de discrimination raciale                                             | Adhésion en 1992 (sans une déclaration sous l'article 14) | Convention européenne des droits de l'homme                                                                 | Ratification en 1997      |
| Pacte international relatif aux droits civils et politiques                                                                            | Adhésion en 1992                                          | Protocole n° 1 (CEDH)                                                                                       | Ratification en 1997      |
| Le premier protocole facultatif (PIDCP)                                                                                                | Adhésion en 1994                                          | Protocole n° 4 (CEDH)                                                                                       | Ratification en 1997      |
| Le second protocole facultatif (PIDCP)                                                                                                 | Adhésion en 2013                                          | Protocole n° 6 (CEDH)                                                                                       | Ratification en 1999      |
| Pacte international relatif aux droits économiques, sociaux et culturels                                                               | Adhésion en 1992                                          | Protocole n° 7 (CEDH)                                                                                       | Ratification en 1997      |
| Convention sur l'élimination de toutes les formes de discrimination à l'égard des femmes (CEDAW)                                       | Adhésion en 1992                                          | Protocole n° 12 (CEDH)                                                                                      | Signature (2000)          |
| Le Protocole facultatif (CEDAW) | Non signé                                                 | Protocole n° 13 (CEDH)                                                                                      | Ratification en 2012      |
| Convention contre la torture (CAT) | Adhésion en 1992 (sans une déclaration sous l'article 22) | Charte sociale européenne                                                                                   | Ratification en 2002      |
| Le Protocole facultatif (CAT) | Non signé                                                 | Le protocole de 1988 (CSE)                                                                                  | Signature (1997)          |
| Convention relative aux droits de l'enfant (CIDE)                                                                                      | Adhésion en 1992                                          | Le protocole de 1995 (CSE)                                                                                  | Non signé                 |
| Protocole facultatif concernant l’implication d’enfants dans les conflits armés (CIDE)                                                 | Ratification en 2005                                      | Charte sociale européenne (révisée)                                                                         | Ratification en 2013      |
| Protocole facultatif concernant la vente d’enfants, la prostitution des enfants et la pornographie mettant en scène des enfants (CIDE) | Ratification en 2006                                      | Convention européenne pour la prévention de la torture et des peines ou traitements inhumains ou dégradants | Ratification en 1998      |
| Convention internationale sur la protection des droits de tous les travailleurs migrants et des membres de leur famille                | Non signé                                                 | Charte européenne des langues régionales ou minoritaires                                                    | Non signé                 |
| Convention relative aux droits des personnes handicapées (CRPD)                                                                        | Ratification en 2010                                      | Convention-cadre pour la protection des minorités nationales                                                | Ratification en 2005      |
| Le Protocole facultatif (CRPD) | Ratification en 2010                                      | Convention du Conseil de l'Europe sur la lutte contre la traite des êtres humains                           | Ratification en 2008      |